# 1994年中国大陆
| 中国历史 / 中国历史年表 |
| 世紀： 19世纪中国 / 20世纪中国 / 21世纪中国 |
| 年代： 1960年代中国大陆 / 1970年代中国大陆 / 1980年代中国大陆 / 1990年代中国大陆 / 2000年代中国大陆 / 2010年代中国大陆 / 2020年代中国大陆                     |
| 年份： 1990年中国大陆 / 1991年中国大陆 / 1992年中国大陆 / 1993年中国大陆 / 1994年中国大陆 / 1995年中国大陆 / 1996年中国大陆 / 1997年中国大陆 / 1998年中国大陆 |
| 纪年： 甲戌年（狗年）、中华人民共和国成立45周年 |

## 黨和國家領導人

### 最高領導人
- 中國共產黨中央委員會總書記：江澤民

### 國家元首
- 中華人民共和國主席：江澤民

### 政府首腦
- 中華人民共和國國務院總理：李鵬

## 大事記

### 1月
- 1月14日，中國政府正式向美國登記，發行10億美元全球債券。
- 1月24日，黑龙江省鸡西矿务局二道河煤矿多种经营公司7号井瓦斯爆炸，死亡99人，直接经济损失450万元。

### 2月
- 2月1日19时55分，四川省重庆轮船总公司东山分公司“川运21”轮和重庆长江轮船公司“长江02023”船队碰撞。“川运21”轮碰撞后不到30秒翻沉。“川运21”轮船上的乘客（不包栝乘客所带小孩和沿程该下而未下者）和船员149人全部落水，77人获救生还，死亡1人，其余失踪。直接经济损失约350万元。

### 3月
- 3月31日，32名臺灣觀光旅客及船工在浙江省杭州市淳安縣的千島湖被劫殺，在船艙內被燒死。

### 4月
- 4月5日，浙江缙云县春游船翻沉，37名小学生死亡。
- 4月11日，長城機電科技產業公司總裁沈太福體制外高息集資10億元、擾亂中央金融政策，被以貪污和行賄罪名處決。[1]
- 4月24日，王君濤獲得釋放，保外就醫。[2]

### 5月
- 5月3日，安徽省合肥市推出全球首批基因改造水稻。
- 5月14日，陳子明獲得釋放，保外就醫。[3]
- 5月27日，上海工業大學、上海科學技術大學、原上海大學及上海科技高等專科學校正式合併為新上海大學。

### 6月
- 6月——凤凰山发现ufo，当事人是孟照国（孟照国事件）
- 6月2日，中國工程院產生首批院士。
- 6月6日，中國西北航空一架圖-154客機在西安墜毀，導致160人死亡，為中國境內死亡人數最多的空難。
- 6月16日，广东珠海市前山镇裕新织染厂厂房火灾、倒塌，93人死亡，156人受伤，直接经济损失9515万元。
- 6月23日，天津市铝材厂盐浴炉爆炸，死亡10人，伤65人，直接经济损失934万元。
- 6月26日，太平洋經濟合作理事會上海會議在上海舉行。

### 7月
- 7月9日，湖北五峰县客运公司一长途汽车在长江古老背渡江时滑入江中，50人死亡，直接经济损失100万元。

### 8月
- 8月19日，中國中央國家機關首次招考公務員。
- 8月，“穗渔106”号渔船和船上17名渔民被马来西亚海军的巡逻艇抓捕扣留。

### 9月
- 9月3日，俄羅斯與中國同意不再以核子武器互相瞄準對方。
- 9月4日至9月10日，1994年远东及南太平洋残疾人运动会在北京举行。
- 9月17日，鹤岗矿务局南山煤矿井下瓦斯爆炸，死亡56人，伤10人。
- 9月18日，大连市金州区第一医院高压氧舱火灾，舱内治疗的11名病人死亡。
- 9月20日，一名中國軍隊軍官在開槍打死其長官和戰友後，攜槍向天安門廣場進發，在建國門與趕來的警察發生激烈的槍戰。雙方在城市公路兩側激烈交火，據稱有多達7名武警／特警／警察被擊斃。在交火過程中，一輛公共交通車駛進了交火區域，司機在驚慌中將車輛停在了交火區域中，結果造成了車上乘客的重大傷亡。

### 10月
- 10月1日，上海東方明珠電視塔落成。
- 10月2日，广东从化天湖旅游区一过河铁索桥断裂，桥上游客落水38人死亡。
- 10月14日，秦始皇兵马俑二号坑开放。
- 10月20日，北京丰双铁路老君堂无人看守道口发生巴士与货物列车抢行时相撞的事故，造成巴士上23人死亡，丰双线中断行车3小时11分。
- 10月23日，西安庆华电器厂一装载105万枚（7500枚×140箱）工业8#纸壳火雷管的解放牌（CA-141型载货汽车，在山东省平度市洪山乡政府驻地附近爆炸。死亡5人，受伤95人（其中重伤6人），直接经济损失约826万元。
- 10月25日，中國內湖第一長橋蘇州太湖大橋通車。
- 10月25日，查良鏞(筆名金庸)受聘北京大學名譽教授。

### 11月
- 11月13日，吉林辽源矿务局泰信矿4号井煤尘爆炸，死亡79人，伤129人，直接经济损失320万元。
- 11月14日，小金門国军試砲時，射程計算差錯，高砲砲彈誤擊到廈門市郊，四名民工被炸傷，解放軍未還擊。
- 11月27日，遼寧省阜新市藝苑歌舞廳火災，歌舞廳內304人中233人死亡。
- 11月30日，贵阳市发生空中怪车事件，附近山林被夷为平地，树木拦腰折断，被称为中国三大UFO悬案之一。(贵州空中快车事件)

### 12月
- 12月8日，在中國新疆維吾爾自治區發生火災，造成323人死亡，其中 288名為中小學生，另有130多人受傷。
- 12月12日，上海地鐵一號線開通。
- 12月14日，中华人民共和国国务院总理李鹏宣布三峡工程正式動工。